# Szalay István (matematikus)
Szalay István (Hegykő, 1944. március 22. – Szeged, 2022. szeptember 2.) magyar matematikus, főiskolai tanár, politikus, országgyűlési képviselő, 1994–1998 között Szeged város polgármestere.

## Életrajza
Szalay István 1944-ben Hegykőn született és a Szegedi Tudományegyetemről ment nyugdíjba 2014-ben. Felesége matematika-fizika szakos középiskolai tanár Szegeden, a Vasvári Pál Közgazdasági Szakközépiskolában tanított. Három gyermekük: Andrea közgazdász, Pálma jogász, Balázs matematika-informatika szakos tanár. Hat unokájuk közül négy külföldön él.
Szalay István a soproni Széchenyi István Gimnáziumban érettségizett, 1962-ben. A József Attila Tudományegyetem matematika-fizika szakán, 1967-ben kitüntetéses oklevéllel végzett. 1967. augusztus 1-től Szegeden, a JATE TTK Szőkefalvi–Nagy Béla akadémikus által vezetett Analízis Tanszékén lett gyakornok. (1968-ban tanársegéd, 1973-ban adjunktus, 1978-ban docens), Beilleszkedett a szegedi egyetemi közéletbe: négy alkalommal választották be a JATE Egyetemi Tanácsába. 1981-86 között a Természettudományi Kar (oktatási) dékán-helyettese volt. 1991-ben a Juhász Gyula Tanárképző Főiskola főigazgatójává választották. Ekkor főiskolai tanári kinevezést kapott és a Matematika Tanszéket is vezette. A főigazgatói tisztséget két ciklusban, 1994. június 30-ig töltötte be. Közben egy évig a Szegedi Universitas Egyesület Igazgató Tanácsának elnöke volt. A 2000-ben megalakult integrált Szegedi Tudományegyetem Juhász Gyula Pedagógusképző Kara, Tanító- és Óvóképző Intézetének Matematika Szakcsoportját vezette nyugdíjazásáig. A bolognai folyamat következtében sokarcúvá vált felsőoktatásban új feladatok várták: Informatika MSC 2 éves képzés, Matematika alapszak BSC 3 éves képzés, Tanító 4 éves képzés és több felsőfokú szakképzés. Témavezetőként tagja az SZTE Matematika- és Számítástudományi doktori iskolájának. Rendszeres előadója a tanári továbbképzést, ezen belül a diákok tehetséggondozását szolgáló hazai és nemzetközi konferenciáknak.
1971-ben „summa cum laude” minősítéssel egyetemi doktori címet szerzett. 1973-76 között a Magyar Tudományos Akadémia ösztöndíjas aspiránsa volt, Leindler László akadémikus vezetésével. Közben egy fél évet töltött a moszkvai Lomonoszov Egyetemen. A matematika tudomány kandidátusa címet 1977-ben nyerte el. Az 1986/87-es tanévet Keldis ösztöndíjjal, családostól Moszkvában, a Sztyeklov (Matematikai) Intézetben töltötte. Tudományos területe a Fourier- és ortogonális sorok elmélete. 1999-ben témát váltott, amelynek a „Robbantott és zsugorított számok elmélete” nevet adta. Publikációinak döntő többsége angol nyelven jelent meg, számuk 100 felett van. A „Robbantott számok” című könyve kéziratát 2014-ben fejezte be, ami 2021-ben jelent meg magyar nyelven. Ennek egy kivonata angol nyelven (Exploded and compressed numbers) 2016-ban jelent meg, Németországban.
1991 – 1994 között Szeged Megyei Jogú Város Közgyűlése felsőoktatási- és tudományos bizottságának külsős tagja. 1994 – 1998 között Szeged polgármestere. Az 1998 – 2002 között országgyűlési képviselő. A Parlamentben a kulturális- és sajtó bizottság, valamint a millenniumi albizottság tagja. 2002 – 2003 között a Miniszterelnöki Hivatalban az egyházi ügyekért felelős államtitkár.
A politikai életből való visszavonulása után a civil szférában működik. A Szegedi Közéleti Kávéház Kuratóriumának elnöke, ahol nagy számban tart és szervez tudományt népszerűsítő esteket. A „Fiatal tehetségek Szegeden” sorozatban (havi rendszerességgel) 75 ifjú tudóst, illetve művészt mutatott be, akiket a Szegedi Tehetségpont és a Sófi Alapítvány támogatott.

## Politikusi tevékenysége
- 1994–1998: Szeged Város polgármestere
- 1998–2002: Országgyűlési képviselő
- 2002–2003: Egyházi ügyekért felelős államtitkár

## Külföldi tanulmányútjai
- Moszkvai Állami (Lomonoszov) Egyetem, Matematika Fakultás, 1975/1976. tanév
- Moszkvai Akadémiai Matematikai (Sztyeklov) Intézet, 1986/1987. tanév

## Legfontosabb publikációi
Könyvek, jegyzetek, példatárak
- Határérték, folytonosság, differenciálhatóság példatár (JATE Press, 1995)
- Gazdasági matematika (SZTE JGYTFK Szakképzési Füzetek 5. Leonardo communications, ISBN 963 7356 037 (Szeged, 2004)
- A kultúrfilozófia természettudományos alapjai, Szegedi Egyetemi Kiadó, Juhász Gyula Felsőoktatási Kiadó, ISBN 978 963 7356 37 7 (Szeged, 2006)
- Matematika, tanító szakos hallgatók számára, Szegedi Egyetemi Kiadó, Juhász Gyula Felsőoktatási Kiadó, ISBN 978 963 9927 28 5 (Szeged, 2010)
- Exploded and compressed numbers Lambert Academic Publishing, ISBN 978-3-659-94402-4 (Saarbrücken (Germany), 2016)
- 100 matematika feladat kettős látásmódban Szegedi Egyetemi Kiadó, Juhász Gyula Felsőoktatási Kiadó, ISBN 978 963 9927 28 5 (Szeged, 2018)
- Robbantott számok; Nemzeti Értékek Könyvkiadó, ISBN 978-615-5876-10-3 (Szeged, 2021)

## Közleményei
| Közlemények | |
|             | |
| 2018        | I Szalay, B Szalay: Extra Geometry I. Extra lines, INTERNATIONAL JOURNAL OF ENGINEERING RESEARCH AND APPLICATIONS 8: (1) pp. 23-34. dokumentum típusa: Folyóiratcikk/Szakcikk nyelv: angol |
| 2017        | I Szalay: The enlargement of the Universe described by compressed numbers, INTERNATIONAL JOURNAL OF MATHEMATICAL ARCHIVE (IJMA) 8: (6) pp. 93-101. dokumentum típusa: Folyóiratcikk/Szakcikk nyelv: angol |
| 2017        | I Szalay: A mathematical model of the Multiverse described by exploded numbers, INTERNATIONAL JOURNAL OF ENGINEERING RESEARCH AND APPLICATIONS 7: (8) pp. 25-29. dokumentum típusa: Folyóiratcikk/Szakcikk nyelv: angol |
| 2017        | Szalay Istvan: Individual Universes of the Multiverse, EUROPEAN JOURNAL OF ENGINEERING RESEARCH AND SCIENCE 2: (9) pp. 17-26. Archiválva 2021. szeptember 26-i dátummal a Wayback Machine-ben dokumentum típusa: Folyóiratcikk/Szakcikk Archiválva 2021. szeptember 26-i dátummal a Wayback Machine-ben nyelv: angol Archiválva 2021. szeptember 26-i dátummal a Wayback Machine-ben |
| 2016        | István Szalay : Exploded and compressed numbers, Saarbrücken: Lambert Academic Publishing (LAP), 176 p. dokumentum típusa: Könyv/Szakkönyv nyelv: angol |
| 2010        | Szalay István: Giant bodies piece by piece, JOURNAL OF APPLIED MATHEMATICS 3: (2) pp. 256-272. dokumentum típusa: Folyóiratcikk/Szakcikk nyelv: angol |
| 2005        | Szalay István: Explosion and compression by numbers, INTERNATIONAL JOURNAL OF APPLIED MATHEMATICS AND COMPUTER SCIENCE 18: pp. 33-60. dokumentum típusa: Folyóiratcikk/Szakcikk nyelv: angol |
| 1991        | SZALAY I, TANOVICMILLER N: ON BANACH-SPACES OF ABSOLUTELY AND STRONGLY CONVERGENT FOURIER-SERIES .2., ACTA MATHEMATICA HUNGARICA 57: (1-2) pp. 137-149. dokumentum típusa: Folyóiratcikk/Szakcikk független idéző közlemények száma: 1 nyelv: angol |
| 1985        | SZALAY I: ON THE GENERALIZED ABSOLUTE CESARO SUMMABILITY OF DOUBLE ORTHOGONAL SERIES, ACTA SCIENTIARUM MATHEMATICARUM – SZEGED 48: (1-4) pp. 451-458. dokumentum típusa: Folyóiratcikk/Szakcikk független idéző közlemények száma: 1 nyelv: angol |
| 1969        | Szalay István: On the absolute summability of Fourier series, TOHOKU MATHEMATICAL JOURNAL 21: pp. 523-531. dokumentum típusa: Folyóiratcikk/Szakcikk nyelv: angol |

## Munkahelyei
- 2007–2014:    SZTE, JGYPK, Tanító- és Óvóképző Intézet, Matematikai Szakcsoport
- 2003–2007 : SZTE, JGYPK, Matematika Tanszék
- 2002–2003 : Miniszterelnöki Hivatal, Egyházügyi Államtitkárság
- 1998–2002 : SZTE, JGYTFK, Matematika Tanszék
- 1994–1998:  Szeged Megyei Jogú Város Polgármesteri Hivatala,
- 1991–1994:  SZTE, JGYTFK, Matematika Tanszék
- 1991–1992: BDTF (Szombathely), Matematika Tanszék (félállás)
- 1967–1990: SZTE, TTK, Bolyai Intézet, Analízis Tanszék

## Beosztásai
- 2014-től nyugdíjas, címzetes egyetemi tanár
- 2003–2014: főiskolai tanár (SZTE, JGYPK)
- 2002–2003: Miniszterelnöki Hivatal, Egyházi Ügyekért felelős címzetes közigazgatási államtitkár
- 1998–2002: országgyűlési képviselő és főiskolai tanár (SZTE, JGYPK)
- 1994–1998: Szeged Megyei Jogú Város polgármestere
- 1991–2002: főiskolai tanár (Juhász Gyula Tanárképző Főiskola, Szeged)
- 1978–1990: egyetemi docens (József Attila Tudományegyetem, Szeged)
- 1973–1978: egyetemi adjunktus (József Attila Tudományegyetem, Szeged)
- 1968–1973: egyetemi tanársegéd (József Attila Tudományegyetem, Szeged)
- 1967–1968: egyetemi gyakornok (József Attila Tudományegyetem, Szeged)

## Díjak, elismerések
- 2020: Klebelsberg Kunó Díj (Emeritus Fokozat), (Szegedi Tudományegyetem)
- 2015: Pro Universitate Díj (Szegedi Tudományegyetem)
- 2015: Szegedért Alapítvány Fődíja,
- 2015: Pro Talentis Díj (Pro Talentis Universitas Alapítvány)
- 1996: Magyar Köztársasági Érdemrend Kiskeresztje (ma: Lovagkereszt)
- 1996: Szent Száva Érdemrend (a Szerb Egyház feje, Pavle pátriárka által személyesen átadott kitüntetés)
- 1986: Munka Érdemrend Ezüst fokozata
- 1973: KISZ Érdemérem
- 1971: Ifjúság Szegedért Emlékérem